# Laktatdehydrogenas

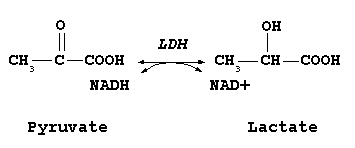
Katalyserad reaktionsväg för laktatdehydrogenas.

Laktatdehydrogenas, även förkortat LDH, LD, är ett enzym som förekommer i olika former, så kallade isoenzymer. LDH som finns i hjärtmuskler katalyserar omvandlingen av laktat, mjölksyra, till pyruvat, varefter pyruvat används vidare i citronsyracykeln. Det LDH som finns i skelettmuskler katalyserar istället omvandlingen av pyruvat till laktat vid anaeroba förhållanden, det vill säga då det råder syrebrist, till exempel vid långvarig muskelträning.
Laktatdehydrogenas används också inom coricykeln då laktatet transporteras till levern, där det återomvandlas till pyruvat i en NADH-beroende reaktion.
Laktatdehydrogenas finns i cytoplasman, likt alla andra enzymer i glykolysen. Vid någon form av skada på cellen, till exempel cellnekros eller en skada på cellmembranet, leder det till att dessa enzymer läcker ut och förekommer i en högre koncentration jämfört med alla andra glykolytiska enzymerna. En hög koncentration av LDH i serum användes tidigare som en metod för diagnostik av hjärtinfarkt. Numera används andra mer sofistikerade mätmetoder som är bättre, till exempel mätning av hjärtspecifika troponiner.

## Etanol
Metabolismen av etanol medför att stora mängder NADH genereras, vilket också leder till låga nivåer av NAD+. Under dessa förhållanden ökar aktiviteten hos laktatdehydrogenas vilket leder till att höga nivåer av laktat bildas. Därför kan man se en acidos vid etanolförgiftning.